# Carlos Tejas
Carlos Rodrigo Tejas Pastén (Iquique, 4 ottobre 1971) è un ex calciatore cileno, di ruolo portiere.